# 李祖泽
李祖泽，GBS，SBS（1933年—），男，广东东莞人，中国香港企业家、出版家，银紫荆星章获得者，曾任中国出版工作者协会副主席、顾问，第八、九、十届全国政协委员。